# کالیا (فیلم)
کالیا (به هندی: Kaalia) فیلمی محصول سال ۱۹۸۱ و به کارگردانی تینو آناند است. در این فیلم بازیگرانی همچون آمیتاب باچان، پروین بابی، آشا پارک، قادرخان، امجد خان، پران ایفای نقش کرده‌اند.